# Lawstreet 16
Lawstreet 16, également stylisé LawStreet 16, est un groupe de punk hardcore belge, originaire de Bruxelles. Il est mené par Alain RPP, pionnier du genre en Belgique. Lawstreet 16 a déjà joué au Dour Festival, au BetiZFest et bien d'autres.

## Biographie
Lawstreet 16 est formé en octobre 2001 par cinq amis de longue date : Alain au chant, Régnier à la batterie, Arnaud et Fred aux guitares, et Fabian à la basse,. Initialement, le style musical de Lawstreet 16 est axé punk hardcore old-school dans la veine de groupes des années 1980 comme Minor Threat, Uniform Choice, et Warzone. Dans le nom Lawstreet 16, le nombre désigne le numéro 16 de rue de la Loi à Bruxelles, qui est le centre névralgique de la politique belge.
Rapidement, le groupe commence à écrire et à jouer en concert, principalement en Wallonie et en France,. En juillet 2002, Lawstreet 16 publie sa première démo trois titres auto-produite, sobrement intitulée Demo 2002,. Le groupe fait une brève apparition improvisée dans le film Aaltra de Benoît Delépine et Gustave Kervern, joué au cinéma en 2003. En avril 2004, ils publient leur premier album studio, intitulé Off the Sidewalk au label Massak Records. Le 12 juin 2004, ils jouent à la deuxième édition du festival BetiZFest de Cambrai aux côtés notamment de The ARRS.
Au fil du temps, ils partageront leurs dates avec des groupes comme Shelter, Good Clean Fun, Inhuman, Misfits, Ensign, Knuckledust, Settle the Score, et King Prawn. Lawstreet 16 a également fait une excursion d'une dizaine de jours en France en compagnie du groupe français By My Fists. Ils jouent au Dour Festival en 2005. À la fin de 2005, ils jouent en ouverture de la demi-finale du concours-circuit. Au début de 2006, ils jouent avec Incobold et Fucking Peanuts. Cette même année, ils recrutent Andy comme deuxième guitariste. En janvier 2006, Fabian confie que l'activité du groupe est quelque peu ralentie depuis le départ d'Arnaud et l'arrivée d'Andy. Depuis, le groupe ne montre plus aucun réel signe d'activité.

## Membres

### Derniers membres
- Alain « RPP » - chant
- Fabian - basse
- Fred - guitare
- Regnier - batterie
- Andy - guitare

### Ancien membre
- Arnaud - guitare

## Discographie
- 2002 : LawStreet 16 (Massak Records)
- 2004 : Off the Sidewalk (Massak Records)